# Fatou Diagne
Pour les articles homonymes, voir Diagne.
Fatou Babou Diagne, née le 20 janvier 1996 à Thiès, est une joueuse sénégalaise de basket-ball.

## Biographie
Elle fait partie des douze joueuses sélectionnées pour participer au championnat d'Afrique 2019 avec l'équipe du Sénégal féminine de basket-ball.
Elle évolue aux Boilermakers de Purdue.

## Palmarès
- Médaille d'argent au championnat d'Afrique 2019